# Robert Murton-Neale

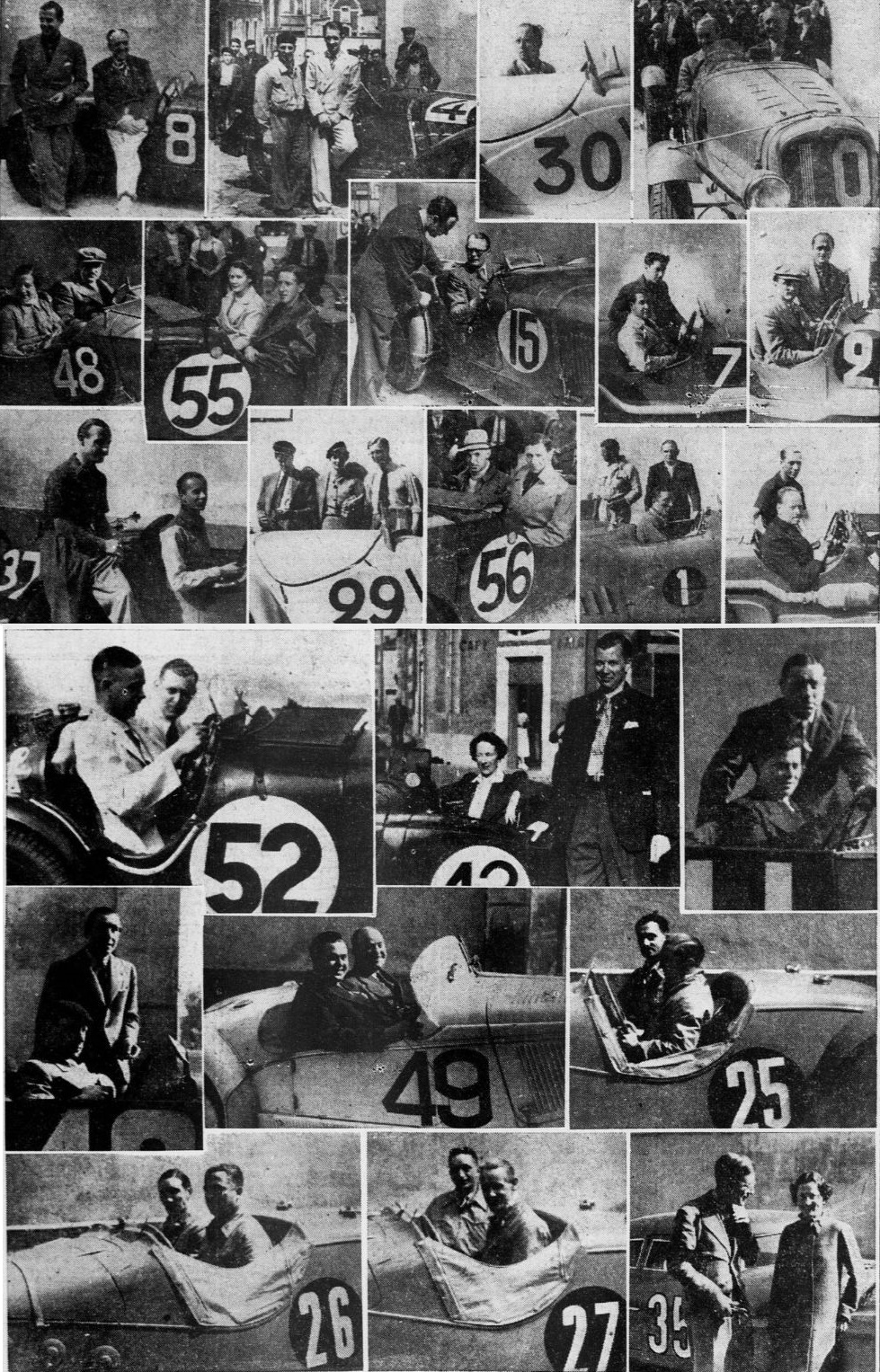
Robert Murton-Neale (links, dritte Reihe von oben, Startnummer 37) am Plakat zum 24-Stunden-Rennen von Le Mans 1937

Robert Charles Murton-Neale (* 16. März 1907 in Sevenoaks; † 2. April 1977 in Manchester) war ein britischer Autorennfahrer.

## Karriere
Robert Murton-Neale war in den 1930er-Jahren zweimal beim 24-Stunden-Rennen von Le Mans am Start. 1930 fuhr er gemeinsam mit Jack Hicks einen MG M-Type. Der Wagen musste nach 82 gefahrenen Runden wegen eines Schadens an der Kurbelwelle abgestellt werden. Erfolgreicher war seine Teilnahme 1937, als er mit Partner John Melville Skeffington im Aston Martin 1½ Ulster den fünften Gesamtrang und den Sieg in der Rennklasse bis 1,5 Liter Hubraum erreichte.

## Statistik

### Le-Mans-Ergebnisse
| Jahr | Team                      | Fahrzeug               | Teamkollege               | Platzierung            | Ausfallgrund |
| ---- | ------------------------- | ---------------------- | ------------------------- | ---------------------- | ------------ |
| 1930 | Huskinson & Fane          | MG M-Type              | Jack Hicks                | Ausfall                | Kurbelwelle  |
| 1937 | John Melville Skeffington | Aston Martin 1½ Ulster | John Melville Skeffington | Rang 5 und Klassensieg |              |